# Przemysław Czerwiński
Przemysław Czerwiński (Piła, 28 luglio 1983) è un astista polacco.

## Palmarès

### Europei
- 1 medaglia:
  - 1 bronzo (Barcellona 2010 nel salto con l'asta)

### Europei a squadre
- 1 medaglia:
  - 1 argento (Bergen 2010 nel salto con l'asta)